# Ideologia linguística
As ideologias linguísticas são crenças, ideias, visões e percepções sobre linguagem e comunicação. Esses complexos ideacionais pertencem a todos os aspectos da comunicação: sobre formas e funções linguísticas, assim como sobre os quadros mais amplos de comportamento (frequentemente denominados “não-linguísticos”) em que ocorrem.  Uma definição de língua é sempre, implícita ou explicitamente, uma definição de seres humanos no mundo.